# Nathalie Lindborg
Nathalie Lindborg (15 de abril de 1991) es una deportista sueca que compite en natación. Ganó una medalla de bronce en el Campeonato Europeo de Natación de 2012 y una medalla de plata en el Campeonato Europeo de Natación en Piscina Corta de 2017.

## Palmarés internacional
| Campeonato Europeo                  | Campeonato Europeo     | Campeonato Europeo | Campeonato Europeo |
| Año                                 | Lugar                  | Medalla            | Prueba             |
| ----------------------------------- | ---------------------- | ------------------ | ------------------ |
| 2012                                | Debrecen (Hungría)     | Medalla de bronce  | 4 × 100 m estilos  |
| Campeonato Europeo en Piscina Corta |                        |                    |                    |
| Año                                 | Lugar                  | Medalla            | Prueba             |
| 2017                                | Copenhague (Dinamarca) | Medalla de plata   | 4 × 50 m libre     |